# Stefan Hierländer
Stefan Hierländer (Villaco, 3 febbraio 1991) è un calciatore austriaco, centrocampista dello Sturm Graz.

## Carriera

### Club
Debutta il 18 marzo 2009 nella vittoria 4-2 contro lo Sturm Graz.

### Nazionale
Dopo varie presenze nelle nazionali giovanili austriache nel 2018 ha esordito in nazionale maggiore.

## Palmarès

### Club

#### Competizioni nazionali
- Campionato austriaco: 4

Salisburgo: 2011-2012, 2013-2014
Sturm Graz: 2023-2024, 2024-2025
- Coppa d'Austria: 5

Salisburgo: 2011-2012, 2013-2014
Sturm Graz: 2017-2018,  2022-2023, 2023-2024